# Nekane Balluerka

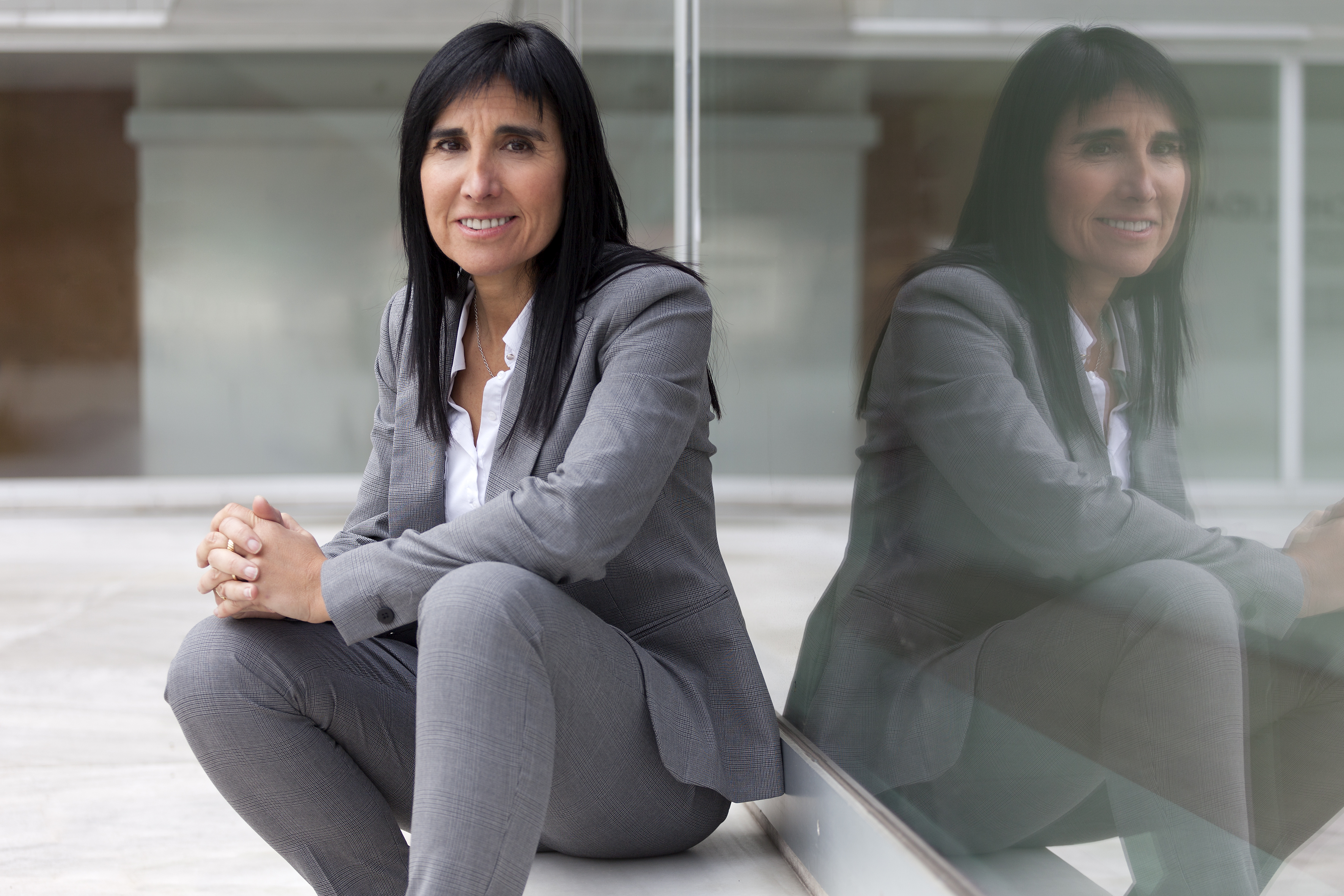
Nekane Balluerka, 2017

Miren Nekane Balluerka Lasa (* 5. Dezember 1966 in Ordizia, Spanien) ist eine spanische Psychologin und Hochschullehrerin. Sie ist Professorin an der Fakultät für Psychologie und war von 2017 bis 2021 die erste gewählte Rektorin der Universität des Baskenlandes (UPV/EHU).

## Leben und Werk

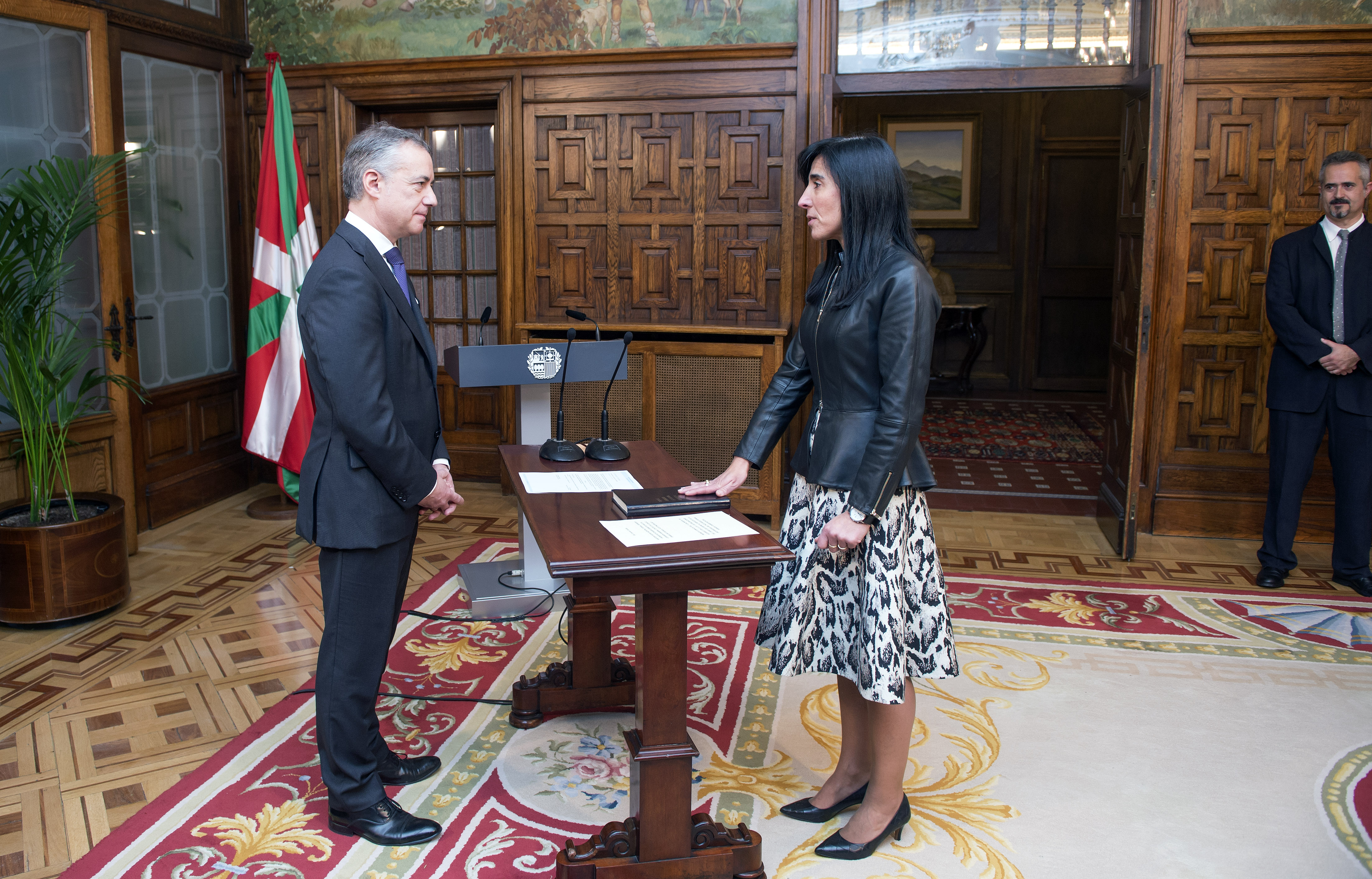
Amtseinführung von Nekane Balluerka als Rektorin der UPV/EHU, 2017

Balluerka studierte Psychologie an der Universität des Baskenlandes, wo sie 1989 einen Bachelor-Abschluss mit Auszeichnung erhielt. Sie unterrichtete dann dort an der Fakultät für Psychologie. Sie promovierte 1993 mit der Dissertation Efectos de las Instrucciones en el Procesamiento de Textos Cientificos. Sie forschte als Gastwissenschaftlerin 1995 an der Arizona State University, 2005 an der University of California und 2010 an dem Cathie Marsh Center for Census and Survey Research der University of Manchester.
Sie wurde 2009 Professorin für Verhaltenswissenschaftliche Methodik an der Universität des Baskenlandes. Im November 2016 wurde sie zur Rektorin der Universität des Baskenlandes gewählt und übernahm am 11. Januar 2017 als erste gewählte Frau das Amt der Rektorin der UPV / EHU im Rahmen einer Zeremonie im Ajuria Enea Palace unter dem Vorsitz des Präsidenten Iñigo Urkullu.
Ihre Forschung beschäftigt sich damit, wie psychologische Assessment-Tools an unterschiedliche Kulturen angepasst werden können. Sie ist Co-Autorin von mehr als hundert wissenschaftlichen Artikeln, 26 Büchern und neun Buchkapiteln und mehr als 240 Kongressbeiträgen. Sie ist Mitglied der Basque Summer University (UEU) und Gründungsmitglied der Spanish Association of Behavioral Science Methodology (AEMCCO) und der European Association of Methodology (EAM). Von  2011 bis 2015 war sie Herausgeberin des European Journal of Research Methods for Behavioral and Social Sciences.

## Ehrungen
- 2021: Ernennung zum Ritter des Ordre des Palmes Académiques